# Marcusenius fuscus
Marcusenius fuscus är en fiskart som först beskrevs av Pellegrin, 1901.  Marcusenius fuscus ingår i släktet Marcusenius och familjen Mormyridae. IUCN kategoriserar arten globalt som livskraftig. Inga underarter finns listade i Catalogue of Life.